# Santino Marella
Anthony Carelli (sinh ngày 14/3/1974) là một đô vật chuyên nghiệp người Canada gốc Ý được biết đến nhiều hơn dưới tên Santino Marella. Anh đã nghỉ đấu vật ở WWE. Anh đã 2 lần là WWE Intercontinental Champion, 1 lần WWE United States Champion và 1 lần WWE Tag Team Champion.

## Trước khi đấu vật
Carelli sinh tại Mississauga, Ontario, Canada. Anh đã từng là võ sĩ MMA (mixed martial artist) ở Nhật vài năm trước khi chuyển đến Mỹ vào tháng 5/2005 để học thành một đô vật chuyên nghiệp.

## Sự nghiệp đấu vật

### Ohio Valley Wrestling
Ở Mỹ, Carelli học và làm việc cho OVW,, công ty huấn luyện nhân viên của World Wrestling Entertainment. Khi ở đó anh tham gia vào trong mối thù không nổi tiếng với Jim Cornette, booker chính và đồng sở hữu công ty. Sau mối thù khi anh phải diễn rằng anh sợ The Boogeyman nhưng thay vào đó anh lại cười, Cornette mắng và tát Carelli, diễn đến Cornette bị tách khỏi vị trí booker của OVW bởi WWE.
Paul Heyman bổ nhiệm OVW booker mới thay thế Cornette và thay đổi tên võ đài từ Johnny Geo Basco thành Boris Alexiev, cho anh một gimmick mới là một shoot fighter. Dưới tên Alexiev, anh đã xuất hiện làn đầu ngày 12 tháng 4 năm 2006 với quản lý và "đồng chí", Mr. Strongko. Với gimmick mới anh đã được chọn các đối thủ thi đấu rất cứng rắn và style submisson, với một chiến thắng trong 10 giây trước Dewey. Anh ký hợp đồng huấn luyện với WWE vào 11 tháng 8 năm 2006 và tiếp tục làm việc tại OVW.
Vào ngày 24 tháng 11 năm 2007, Alexiev được lấy đai OVW Television Championship trước Bad Kompany (Mike Kruel và Shawn Osbourne). Anh mất đai vào tay Kruel vào ngày 7 tháng 2, nhưng lấy lại vào 14 tháng 3, giữ 3 ngày và lại mất vào tay Shawn Spears. Anh được tham gia vào dàn roster chính khoảng 1 tháng sau đó.

## World Wrestling Entertainment

#### Xuất hiện lần đầu
Anh xuất hiện lần đầu vào ngày 16 tháng 4 năm 2007 trong một chương trình của RAW ở Milan, Italia với cái tên Santino Marella. Trận đấu đầu tiên của Marella là nơi mà anh đã lấy được chiếc đai WWE Intercontinental Championship từ tay của Umaga với sự giúp đỡ của Bobby Lashley. Cái tên của anh được đặt từ cái tên của WWE Hall of Fame Gorilla Monsoon, tên thật là Robert Marella. Ngày hôm sau, thư mục của Marella trên trang WWE.com viết rằng: Anh mang quốc tịch Italia, nhưng chuyển tới sống tại Canada.
Sau khi giành được đai, anh bắt đầu mối thù với Chris Master và anh đã giành chiến thắng trong lần bảo vệ đai. Anh giữ đai trong vòng ba tháng trước khi để mất đai vào tay của Umaga vào ngày 2 tháng 7 năm 2007, sau khi thắng anh tại Vengeance: Night Of Champions bằng DQ khi Umaga không nghe lời trọng tài và tiếp tục đánh Marella.
Sau khi mất đai, Marella trên Raw tại Milan, Ý, dưới tên Santino Marella. Marella debut cũng là lúc anh lấy đai WWE Intercontinental từ Umaga trong trận No Holds Barred sau sự giúp đỡ của Bobby Lashley, và được gọi là "Phép màu của Milan". Họ Marella được chọn từ WWE Hall Of Fame Gorilla Monsoon-tên thật Robert Marella-và đã cho Carelli tên này một thời gian ngắn trước chuyến đi Ý. Ngày tiếp theo WWE.com post profile của Marella với một lý lịch giả là anh là người Ý, đã chuyển đến Canada khi còn nhỏ và về quê nhà mỗi năm để thăm gia đình. Nó cũng nói thêm là anh đã tới Mỹ để học đô vật chuyên nghiệp, và WWE.
Một thời gian ngắn sau khi lấy đai IC, Marella bắt đầu mối thù với Chris Masters, và bảo vệ đai thành công vào lần chạm trán đầu tiên. Anh giữ đai khoảng 3 tháng trước khi mất đai vào tay Umaga vào ngày 2/7, sau khi thắng anh tại Night Of Champions ngày 24/6 khi Umaga bị tính DQ, không nghe lời của trọng tài và tiếp tục đánh Marella.
Sau khi mất đai, Marella trở thành một heel, một người ích kỷ và hay ghen tỵ và là bạn trai của diva Maria. Sau vài tuần, học xuất hiện cùng nhau trên Raw, với 2 mini "game shows" với William Regal (lúc đó là Raw GM), kết quả là Ron Simmons thắng một ngày hẹn hò với Maria. Cùng lúc đó, Marella mở đầu cuộc vận động tẩy chay phim The Condemned, đã sản xuất ra vài ngày trước đó. Anh đã phải đối mặt với Steve Austin, và Marella đã bị ăn Stunner, cả anh và Maria đều bị nhúng trong vòi nước từ một chiếc xe tải Budweiser. Khi trong mối thù với Austin, Marella đã nói xấu Austin và đọc sai tiếng Anh và khẩu hiệu của anh, làm anh trở thành một heel buồn cười.
Sau một mối thù ngắn với Jerry Lawler, anh đã chọn là partner của Carlito. Cùng lúc đó, Maria được chọn chụp cover cho tạp chí Playboy, đã được chọn làm một phần trpng story của họ. Khi anh đã không làm Maria chiều ý mình được, anh đã cố gắng làm cho cuốn tạp chí không phát hành được, cuối cùng chia tay Maria. Ở WrestleMania XXIV, Maria tham gia vào trận "Playboy BunnyMania Lumberjack Match", khi Santino quấy rầy đã làm cho anh ăn clothesline từ Snoop Dogg. Mối thù của Marella và Maria kết thúc khi cô thắng anh trên Raw sau WrestleMania. Marella và Carlito bắt đầu thù với Hardcore Holly và Cody Rhodes để lấy đai World Tagteam Championship. Khi trận đấu diễn ra, Rowdy Piper đã làm sao lãng Marella để rồi Marella thua. Marella sau đó thù với Piper, với một lần chạm trán trên Jimmy Kimmel Live!.

#### Glamarella (2008-2009)
Vào ngày 4/7, trên Raw Marella đã thua Beth Phoenix. Mối thù tiếp diễn khi tuần kế tiếp, Marella thua D’Lo Brown. Marella và Beth Phoenix hôn nhau sau trận đấu. Tuần sau, họ bắt đầu là một cặp, tự gọi là Glamarella (từ Glamazon và Marella). Ở Summerslam 2008, Marella thắng đai IC lần thứ 2, khi anh cắp với Beth đối đầu Kofi Kingston và Mickie James. Phoenix pin James sau khi dùng đòn Glam Slam, cả hai đai đều vào tay đội của cô.
Trong lần giữ đai thứ 2, Marella bắt đầu một cuộc tìm kiếm "người giữ đai IC tuyệt nhất bằng cách phá vỡ kỷ lục của Honky Tonk Man với 64 tuần giữ đai, liên tục lập thông báo về việc giữ đai của anh gọi là "Honk-A-Meter". Ở Cyber Sunday 2008, Marella bảo vệ đai trước Honky Tonk Man (là người thắng về số phiếu do fan vote, vượt qua 2 former champions khác là Roddy Piper và Goldust), Marella đã thua bởi disqualification. Vào ngày 10/11 trên Raw tại Anh, Marella mất đai vào tay William Regal và cũng thua việc giữ đai hơn 64 tuần.
Vào giữa năm 2010, anh cặp với Vladimir Kozlov, sau nhiều trận thua thì tại một show Raw hai người cũng giành được đai vô địch đồng đội.Trước đó anh bất ngờ đánh bại Sheamus và được John Morrison nhiều lần ra tay giúp đỡ. Anh cũng đã có trận đánh cặp với Tamina (một trong các thành viên của The Usos).

## Cuộc sống cá nhân
Carelli có một con gái.
Vào ngày 1/5/2008, Carelli bị bắt giữ bởi cảnh sát, nhưng sau đó được thả do trả $500 theo giao ước.

## Chức vô địch và danh hiệu
- Ohio Valley Wrestling
  - OVW Television Championship (2 times)[17]
- Pro Wrestling Illustrated
  - PWI ranked him No. 60 of the top 500 singles wrestlers in the PWI 500 in 2012[126]
- World Wrestling Entertainment / WWE
  - WWE Intercontinental Championship (2 times)[127][128]
  - WWE Tag Team Championship (1 time) – with Vladimir Kozlov[129]
  - WWE United States Championship (1 time)[130]
  - Miss WrestleMania (2 times)
- Wrestling Observer Newsletter
  - Best Gimmick (2007, 2008)[131]